# Ps (Unix)

Comanda UNIX ps tipărește pe ecran toate procesele care rulează pe calculator. Comanda este înrudită cu comanda top.

## Sintaxă
```
ps [opțiuni]
```

Există trei seturi diferite de opțiuni în diversele implementări ale comenzii:
- opțiuni de tip UNIX, încep în mod clasic cu un - (ps -e)
- opțiuni de tip BSD, pot fi folosite fără - (ps aux)
- opțiuni lungi de tip GNU (ps --deselect)

## Exemple
Următoarele comenzi cu opțiuni de tip UNIX tipăresc toate procesele care rulează:
```
ps -e
ps -ef
ps -eF
ps -ely
```

Același lucru folosind stilul BSD de opțiuni:
```
ps ax
ps aux
```

Tipărirea unui arbore de procese:
```
ps -ejH
ps axjf
```

Informații privind diversele threaduri ale proceselor:
```
ps -eLf
ps axms
```

Tipărește toate procesele rulate de utilizatorul root:
```
ps -U root -u root u
```